# Öckerö kommunala realskola
Öckerö kommunala realskola var en kommunal realskola i Hönö verksam från 1959 till 1969.

## Historia
Skolan fanns som en privat realskola från 1952. Denna ombildades 1959 till en kommunal realskola.
Realexamen gavs från omkring 1960 till 1969.